# Himno nacional de Bulgaria
Mila Rodino (Querida patria) es el himno nacional de Bulgaria. Fue escrito y compuesto por Tsvetan Radoslavov antes de partir a la Guerra serbo-búlgara en 1885. Fue adoptado en 1964.

## Letras actuales

### Enbúlgaro
| Cirílico | Alfabeto latino | Transcripción AFI |
| I Горда Стара планина, До ней Дунава синей, Слънце Тракия огрява, Над Пирина пламеней. Припев: Мила Родино, Ти си земен рай, Твойта хубост, твойта прелест, Ах, те нямат край. II Паднаха борци безчет, За народа наш любим, Майко, дай ни мъжка сила, Пътя им да продължим. Припев III Дружно, братя българи! С нас Москва е в мир и в бой! Партия велика води Нашия победен строй. Припев | I Gorda Stara planina, Do nej Dunava sinej, Slǎnce Trakija ogrjava, Nad Pirina plamenej. Pripev: Mila Rodino, Ti si zemen raj, Tvojta hubost, tvojta prelest, Ah, te njamat kraj. II Padnaha borci bezčet, Za naroda naš ljubim, Majko, daj ni mǎžka sila, Pǎtja im da prodǎlžim. Pripev III Družno, bratja bǎlgari! S nas Moskva e v mir i v boj! Partija velika vodi Našija pobeden stroj. Pripev | 1 [ɡɔr.d̪ɐ s̪t̪a.rɐ pɫɐ.n̪i.n̪a ǀ] [d̪o n̪ɛj d̪u.n̪ɐ.vɐ s̪i.n̪ɛj ǀ] [s̪ɫɤn̪.t͡sɛ t̪ra.ki.jɐ oɡ.rʲa̟.vɐ ǀ] [n̪at̪ pi.ri.n̪ɐ pɫɐ.mɛ.n̪ɛj ǁ] [pri.pɛf] [mi.ɫɐ rɔ.d̪i.n̪o ǀ] [t̪i s̪i z̪ɛ.mɛn̪ raj ǀ] [t̪fɔj.t̪ɐ xu.bɔs̪t̪ ǀ t̪fɔj.t̪ɐ prɛ.lɛs̪t̪ ǀ] [ax ǀ t̪ɛ ɲ̪a̟.mɐt̪ kraj ǁ] 2 [pad̪.n̪ɐ.xɐ bor.t͡si bɛs̪.t͡ʃɛt̪ ǀ] [z̪ɐ n̪ɐ.rɔ.d̪ɐ n̪aʃ ʎu̟.bim ǀ] [maj.ko ǀ d̪aj n̪i mɤʃ.kɐ s̪i.ɫɐ ǀ] [pɤ.t̪ʲɐ im d̪ɐ pro.d̪ɐɫ.ʒim ǁ] [pri.pɛf] 3 [d̪ruʒ.n̪o ǀ bra.t̪ʲɐ bɤɫ.gɐ.ri ǁ] [s̪‿n̪as̪ mo.s̪kfa ɛ‿v mir i‿f bɔj ǁ] [par.t̪i.jɐ vɛ.li.kɐ vɔ.d̪i] [n̪a.ʃi.jɐ po.bɛ.d̪ɛn̪ s̪t̪rɔj ǁ] [pri.pɛf] |

### Traducción
Orgullosa Montaña Vieja,
Al lado del Danubio azul,
El Sol ilumina Tracia,
Brillando sobre el Pirin.
Estribillo (2x):
Querida Patria,
Eres un paraíso terrenal,
Tu belleza y tu encanto,
Ah, no tienen fin.
Para nuestra gente amada,
Los combatientes sacrificaron sus vidas;
Madre, danos fuerza viril
Por perseverar en su camino.
Estribillo (2x)
Como uno, parientes búlgaros!
¡Con Moscú en guerra y paz!
Dirigido por tu gran Partido
Nuestro régimen de victoria.
Estribillo (2x)

## Letras originales

### En búlgaro
| Cirílico | Alfabeto latino | Transcripción AFI |
| Горда стара планина, До ней север се синей Слънце Витош позлатява Към Цариград се белей. Припев: Мила Родино, Ти си земен рай, Твойта хубост, твойта прелест, Ах, те нямат край. Хайде братя българи, Към Балкана да вървим. Там се готви бой юнашки, За свобода, правдини. Припев | Gorda stara planina, Do nej sever se sinej Slǎnce Vitoš pozlatjava Kǎm Carigrad se belej. Pripev: Mila Rodino, Ti si zemen raj, Tvojta hubost, tvojta prelest, Ah, te njamat Kraj. Hajde bratja Bǎlgari, Kǎm Balkana da vǎrvim. Tam se gotvi boj junaški, Za svoboda, pravdini. Pripev | [ɡɔr.d̪ɐ s̪t̪a.rɐ pɫɐ.n̪i.n̪a ǀ] [d̪o n̪ɛj s̪ɛ.vɛr s̪ɛ s̪i.n̪ɛj] [s̪ɫɤn̪.t͡sɛ vi.t̪oʃ po.z̪ɫɐ.t̪ʲa̟.vɐ] [kɤm t͡sɐ.ri.grat̪ s̪ɛ bɛ.lɛj ǁ] [pri.pɛf] [mi.ɫɐ rɔ.d̪i.n̪o ǀ] [t̪i s̪i z̪ɛ.mɛn̪ raj ǀ] [t̪fɔj.t̪ɐ xu.bɔs̪t̪ ǀ t̪fɔj.t̪ɐ prɛ.lɛs̪t̪ ǀ] [ax ǀ t̪ɛ ɲ̪a̟.mɐt̪ kraj ǁ] [xaj.d̪ɛ bra.t̪ʲɐ bɤɫ.ɡɐ.ri ǀ] [kɤm bɐɫ.ka.n̪ɐ d̪a vɐr.vim ǁ] [t̪ɐm s̪ɛ ɡɔ.t̪fi bɔj ju̟.n̪aʃ.ki ǀ] [z̪ɐ s̪fo.bo.d̪a ǀ prɐv.d̪i.n̪i ǁ] [pri.pɛf] |

### Traducción
Orgullosa Montaña Vieja,
Al lado del brillo el norte,
El Sol dora Vitosha,
Hacia Tsarigrad brilla blanco.
Estribillo (2x):
Querida Patria,
Eres un paraíso terrenal,
Tu belleza y tu encanto,
Ah, no tienen fin.
Hermanos búlgaros, vamos
A los Balcanes.
Se acerca una batalla heroica,
Por la libertad, la justicia.
Estribillo (2x)